# Hyphydrus dongba
Hyphydrus dongba är en skalbaggsart som beskrevs av Stastný 2000. Hyphydrus dongba ingår i släktet Hyphydrus och familjen dykare. Inga underarter finns listade i Catalogue of Life.